# Arenophryne
Arenophryne är ett släkte av groddjur. Arenophryne ingår i familjen australtandpaddor.
Arterna förekommer nära havet i delstaten Western Australia i Australien från viken Shark Bay till Kalbarri nationalpark.
Arter enligt Catalogue of Life och Amphibian Species of the World:
- Arenophryne rotunda
- Arenophryne xiphorhyncha